# Конжи сир Теруан
Конжи сир Теруан (фр. Congis-sur-Thérouanne) је насељено место у Француској у региону Париски регион, у департману Сена и Марна.
По подацима из 2011. године у општини је живело 1765 становника, а густина насељености је износила 116,73 становника/km².

## Демографија
| 1962. | 1968. | 1975. | 1982. | 1990. | 2011. |
| ----- | ----- | ----- | ----- | ----- | ----- |
| 652   | 679   | 787   | 1.026 | 1.277 | 1.765 |